# Léo Figuères

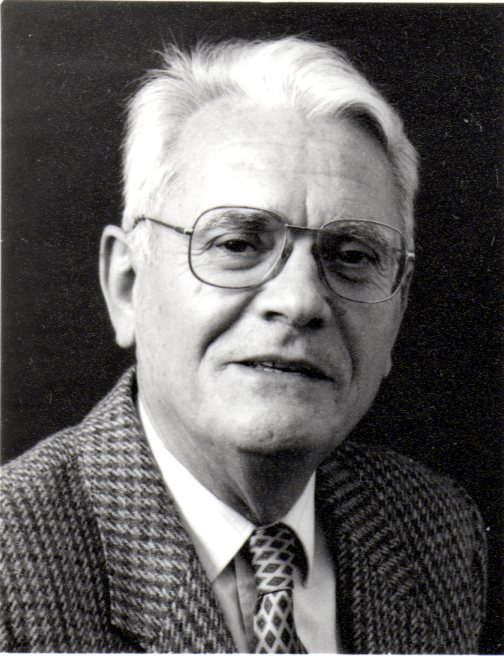
Léo Figuères 1990

Léopold Figuères (kurz: Léo Figuères) (* 27. März 1918 in Perpignan, Département Pyrénées-Orientales, Frankreich; † 1. August 2011 ebenda) war ein französischer Politiker, der der Kommunistischen Partei Frankreichs (Parti communiste français – PCF) angehörte.
In der Zeit des Zweiten Weltkriegs nahm er innerhalb des kommunistischen Widerstands (s. Résistance) gegen die deutsche Besatzungsmacht eine herausragende Rolle ein.

## Biographie

### Frühe Jahre
Léo Figuères wurde am 27. März 1918 in einer alteingesessenen Familie von Landwirten in Perpignan geboren. 1922, Figuères war gerade vier Jahre alt, zog seine Familie nach Prades um, wo der Vater Arbeit gefunden hatte.
Nachdem er die Grundschule (École primaire) und die Hauptschule (École primaire superieure) von Prades abgeschlossen hatte, absolvierte er von 1933 bis 1935 eine Ausbildung zum Typografen und arbeitete anschließend in diesem Beruf in Perpignan.
Obwohl in einem eher konservativ ausgerichteten Elternhaus aufgewachsen, bewirkten die Lektüre der L’Humanité und Erfahrungen in der Arbeitswelt seine Entscheidung, im frühen Alter von 14 Jahren, im Jahre 1932 zunächst der kommunistischen Jugendorganisation Frankreichs (Jeunesses communistes), dann 1935 der Kommunistischen Partei Frankreichs beizutreten. Er arbeitete am Aufbau und Organisation der Partei zunächst im Languedoc und Département Var in den regionalen Komitees der Partei.
Von 1935 bis 1937 besucht er die Internationale Lenin-Schule in Moskau. Nach seiner Rückkehr nach Frankreich war er einer der Gründer der L’Union de la Jeunesse Agricole de France (UJAF) (etwa: Vereinigung der landwirtschaftlichen Jugend Frankreichs) und half bei der Formierung der französischen Freiwilligen-Bataillone der Internationalen Brigaden für die Spanische Republik.
1938 wurde er zur französischen Armee nach Korsika eingezogen.

### Zweiter Weltkrieg, Indochina und Algerien
Im Jahr 1941 lernte er seine zukünftige Frau Lea Lamoureux kennen, die wie er in der Résistance tätig war. Mit Beschluss vom 10. Oktober 1944 wurde er zusammen mit Pierre Gauthier als einer der sechs Delegierten der Vereinigten Streitkräfte der Patriotischen Jugend (FUJP) in die Beratende Versammlung geschickt. Nach der Befreiung wurde er 1946 Generalsekretär der Union der Jugend des republikanischen Frankreichs (UJRF), in der auch andere kommunistische Jugendorganisationen aus der Resistance vertreten waren.
Während des Indochina-Krieges war er Direktor des Vanguard Zeitung der Kommunistischen Jugend UJRF und ging 1950 als Journalist nach Vietnam. Er traf die Führer der Demokratischen Republik Vietnam, einschließlich Ho Chi Minh. Er veröffentlichte Geschichten und ein Buch zum Kolonialkrieg, in dem er das Ende des Krieges und die Verurteilung der Verantwortlichen forderte. Gegen Ende des Krieges in Algerien nahm er als Anführer an der Demonstration gegen die Organisation de l’armée secrète (OAS) in Paris am 8. Februar 1962 teil. Dabei war er Repressionen seitens der Staatsgewalt ausgesetzt.

### Bürgermeister
Zwischen 1959 und 1993 war er allgemeiner Berater in den Departements Seine und Hauts-de-Seine sowie Bürgermeister von Malakoff von 1965 bis zu seinem Ausscheiden im Jahr 1996. Danach war er Ehrenbürgermeister. Leo Figueres widmete sich dem Schreiben verschiedener historischer Werke über die revolutionäre Bewegung und die Interessen der Arbeiter. Er starb am 1. August 2011 in Perpignan im Alter von 93 Jahren und wurde in Los Masos einem Dorf der Pyrenees-Orientales begraben.

## Werke
- Je reviens du Viet-Nam libre, Vorwort Marcel Cachin, Éditions de la Jeunesse, Paris, 1950
- La Jeunesse et le Communisme, Éditions sociales, Paris, 1962
- Les Communistes, la Culture et les Intellectuels, Éditions sociales, Paris, 1963
- Le Gauchisme hier et aujourd'hui, Éditions des Cahiers du communisme, Paris, 1968
- Le Trotskisme, cet antiléninisme, collection « Notre Temps », Éditions sociales, Paris, 1969
- Hô Chi Minh notre camarade, in Zusammenarbeit mit Charles Fourniau, Éditions sociales, Paris, 1970
- Jeunesse militante - Chronique d'un jeune communiste des années 30-50, Éditions sociales, Paris, 1971
- Malakoff cent ans d'histoire, Messidor, Paris, 1983
- Passé et avenir d’une espérance - suite d'un itinéraire militant complété d'une réponse à François Furet, hg. Le Temps des Cerises, Paris, 1995
- Histoire des communistes français, hg. Le Temps des Cerises, Paris, 1996
- Georges Cogniot, matérialisme et humanisme, hg. Le Temps des Cerises, Paris, 1998
- Octobre 1917 - la Révolution en débat, hg. Le Temps des Cerises, Paris, 1998
- La Campagne de Russie de M. Clémenceau, hg. Le Temps des Cerises, Paris, 1999
- Les Fureurs du XXe siècle, hg. Le Temps des Cerises, Paris, 2000
- Communiste, une aventure militante, hg. Le Temps des Cerises, Paris, 2001
- Communisme quel avenir ?, en collaboration, hg. Le Temps des Cerises + La Revue Commune, Paris, 2002
- Et si nous reparlions de la Résistance..., hg. Le Temps des Cerises, Paris, 2004
- Une longue marche - Regards sur le mouvement ouvrier et populaire en France de la Révolution à nos jours, hg. Le Temps des Cerises, Paris, 2007
- Capitalisme, socialisme(s), communisme - leçons d'une histoire et regards d'avenir, hg. Le Temps des Cerises, Paris, 2010
- De Trotsky aux trotskysmes - Eléments pour un débat, hg. Le Temps des Cerises, Paris, 2012
- Léo Figuères, un homme debout, Einführung von Catherine Margaté, ouvrage collectif, hg. Le Temps des Cerises, Paris, 2013
- Je reviens du Vietnam libre, neue Ausgabe, Einführung von Alain Ruscio, hg. Le Temps des Cerises - collection Récits des Libertés, Montreuil, 2015
- Les Fureurs du XXe siècle, neue Ausgabe, Einführung von Jean Ortiz, hg. Le Temps des Cerises, Montreuil, 2016
- Octobre 1917, la Révolution en débat : réflexion sur la révolution russe et ses suites, neue Ausgabe, Einführung von Christian Picquet, hg. Le Temps des Cerises, Montreuil, 2017
- Et si nous reparlions de la Résistance…, neue Ausgabe, Einführung von Jacques Varin, hg. Le Temps des Cerises, Montreuil, 2020, ISBN 978-2-37071-208-0.
- Histoire des communistes français, neue Ausgabe, Unbearbeitete Texts ober 1996–2011 Periode, hg. Le Temps des Cerises, Montreuil, 2020, ISBN 978-2-37071-206-6.